# BERRY ANISON TIMES!
BERRY ANISON TIMES!（ベリー・アニソン・タイムス!）は、アニメソングを特集したラジオ番組。栃木県を放送対象地域とするFM放送局であるエフエム栃木（愛称：RADiO BERRY）で2011年2月3日から2019年3月29日まで放送していた。
パーソナリティは中野知美（愛称・とろろ）。なお毎月最終週は、海野佑衣（愛称・ゆいぽん）がDJを担当していた。

## 概要
中野知美をパーソナリティーとしRADiO BERRY初のアニメソングをフィーチャーした期間限定の特別番組として放送が開始されたが、2011年2月25日の第4回放送で延長決定が発表され、同年3月24日の第7回放送で4月からのレギュラー化決定が発表された。
番組は、コーナーに寄せられたリスナーのリクエストやメッセージを元に、時々登場するゲストと共にトークを展開していく。
主に、アニメソング中心に放送をしているが、ボーカロイドやゲーム、声優、教育番組、音楽番組、特撮、ドラマ、ラジオ、PCゲームなどの楽曲を放送するなど幅広い展開をみせている。
メッセージやリクエストは、RADiO BERRY内にある番組HPのメッセージフォーム、又は、Twitterで送ることが出来る。
なお、番組放送中は、ハッシュタグ「#berry_anison」を付けてツイートすることでTwitterで番組の実況ができる。
2011年4月12日よりRADiO BERRYがradikoの試験配信をスタートしたことによりradikoでも視聴可能となった。
第20回から、『ステッカー希望』と書き添えてメッセージを送ったリスナーの中から3名への『とろろのサイン入りステッカー！！』のプレゼントが開始された。
2018年4月20日の放送をもって、番組開始以来パーソナリティーを務めてきた中野が産休に入るため、一時降板となり、2018年12月7日の放送で復帰するまでの期間は、毎月第1週と第3週を月末パーソナリティの海野佑衣が、第2週と第4週をこの番組の姉妹番組のminison times!を担当している高田翔桜莉が担当し、第5週がある月は2人揃っての放送となった。
2019年3月1日の放送で、3月いっぱいで放送終了と発表され、3月29日に姉妹番組のminison times!とともに最終回を迎えた。

## 放送時間
- 金曜日 20:30 - 20:55（2018年4月現在）
  - 以前は、木曜日20:00 - 20:30に放送されていた。

## 出演者
現在
- 中野知美
- 海野佑衣（2017年10月27日 - ）
  - 月末パーソナリティーとして出演。

過去
- 咲麻ゆき

## コーナー
- 今週のA-HOT!
  - 番組がオススメするアニソンアーティストを紹介。取り上げて欲しいアーティストのリクエストも受付けている。
- お悩み相談コーナー
  - パーソナリティである中野知美が、恋愛相談や、学校や職場での悩みなどに答えるコーナー。
- 最新ニュース
  - アニメ&アニソン業界のニュースを番組の独自の解説で掘り下げていく。
- ゲストコーナー
  - 呼んで欲しいゲストを募集。アニメ好きの人や業界の人、特にアニメと関係ない人を招いたり、コメント出演の形でコメントをもらったりするコーナー。
- 月ごとに決められたテーマに沿ったメッセージ＆リクエスト
  - 第8回オンエアから。月ごとに決められたテーマにそってメッセージやリクエストを募集。しかしながらテーマに関係ないメッセージやリクエストも受け付けていて、メッセージに関してはアニメ、アニソンが関係なくても良い。
- ムチャ振りアニソンアカペラ 略して ムチャペラ!
  - 2017年10月27日の放送から。月末のみのコーナー。
- 今月のお話聞かせて下さい!
  - 月末のみのコーナー。